# Chrysogorgia antarctica
Chrysogorgia antarctica is een zachte koraalsoort uit de familie Chrysogorgiidae. De koraalsoort komt uit het geslacht Chrysogorgia. Chrysogorgia antarctica werd in 2002 voor het eerst wetenschappelijk beschreven door Cairns.